# Josef Starzer
Josef Johann Michael Starzer (ochrzczony 5 stycznia 1728 w Wiedniu, zm. 22 kwietnia 1787 tamże) – austriacki kompozytor i skrzypek.

## Życiorys
Był synem waltornisty Thomasa Starzera. Kształcił się w Wiedniu, gdzie jego nauczycielami byli Giuseppe Bonno i Giuseppe Trani. Od 1752 roku był skrzypkiem w wiedeńskim Burgtheater. Na przełomie 1758 i 1759 roku wyjechał do Rosji, gdzie przebywał do około 1770 roku, występując na dworze carskim w Petersburgu i Moskwie jako koncertmistrz i kompozytor muzyki baletowej. Po powrocie do Wiednia nadal działał jako skrzypek i kompozytor baletów;; nawiązał też współpracę z Florianem Leopoldem Gassmannem, będąc współzałożycielem Tonkünstler-Sozietät (1771). Po 1779 roku z powodu problemów zdrowotnych ograniczył działalność publiczną.

## Twórczość
Komponował muzykę do baletów najwybitniejszych choreografów XVIII wieku, wielkich reformatorów teatru baletowego: Franza Antona Hilverdinga, Jeana-Georges’a Noverre’a i Gaspara Angioliniego. Swoją twórczością położył podwaliny pod reformę muzyki baletowej, wzorowaną na reformie operowej Christopha Willibalda Glucka. Tworzył zarówno krótkie utwory baletowe wykorzystywane jako wstawki do oper i przedstawień teatralnych, jak i dzieła rozbudowane kompozycyjnie z recytatywami instrumentalnymi i odcinkami nawiązującymi do formy sonatowej. Komponując muzykę do librett choreografów, dla których pracował, inspirował się tematyką antyczną, egzotyczną i orientalną, a także scenami z życia codziennego, takimi jak polowania, obrazki miejskie, pobyt w karczmie. Jego opracowania muzyczne baletów Noverre’a i Angioliniego były wykorzystywane w wielu europejskich teatrach; także w Warszawie w przedstawieniach baletowych realizowanych przez baletmistrza Daniela Curza. W muzyce kameralnej Starzera widoczne są nawiązania do twórczości Josepha Haydna.

## Wybrane kompozycje
(na podstawie materiałów źródłowych)

### Utwory orkiestrowe
- 7 symfonii
- Koncert skrzypcowy
- Koncert na 2 orkiestry
- Koncert na 2 klarnety, 2 rogi, fagot i orkiestrę
- uwertura Die Belagerung Wiens
- 6 menuetów
- menuet i kontredans

### Utwory kameralne
- około 25 kwartetów smyczkowych
- 3 tria smyczkowe
- 5 utworów na chalumeaux lub flety, 5 klarnetów i kotły
- oktet Le Matin et le soir na 2 oboje, 2 rożki angielskie lub klarnety, 2 rogi i 2 fagoty

### Singspiel
- Die drei Pächter

### Balety
- Diane et Endimione (wyst. Wiedeń ok. 1754)
- Les Bergers (wyst. Laxenburg 1755)
- Le Misantrope (wyst. Wiedeń 1756)
- L’Amour venge (wyst. Laxenburg 1759)
- L’Asile de le vertu (wyst. Petersburg 1759)
- Les Nouveaux Lauriers (wyst. Petersburg ok. 1759)
- La Victoire de Flore su Borée (wyst. Petersburg 1760)
- Siroe (wyst. Petersburg 1760)
- Le jugement de Paris (wyst. Petersburg 1761)
- Prométhée et Pandore (wyst. Petersburg 1761)
- Le Pauvre Yourka (wyst. Moskwa 1762)
- Le Seigneur de village moqué (wyst. Moskwa 1762)
- Le Vengeance du dieu de l’amour (wyst. Moskwa 1762)
- Apollon et Daphne, ou Le Retour d’Apolon au Parnasse (wyst. Petersburg 1763)
- Apollon et Diane (wyst. Wiedeń 1763)
- Le Retour de la déesse du printemps en Arcadie (wyst. Moskwa 1763)
- Les Fêtes hollandoises (wyst. Wiedeń 1763)
- Pygmalion, ou La Statue animée (wyst. Petersburg 1763)
- Ads et Galatée (wyst. Petersburg 1764)
- Le Triomphe du printemps (wyst. Petersburg 1766)
- Don Quichotte (wyst. Wiedeń ok. 1768)
- Les Moissonneurs (wyst. Wiedeń 1770)
- Agamemnon (wyst. Wiedeń 1771)
- Atlante (wyst. Wiedeń 1771)
- Les Cinque Soltanes (wyst. Wiedeń 1771)
- Roger et Bradamante (wyst. Wiedeń 1771)
- Adèle de Ponthieu (wyst. Wiedeń 1773)
- El Cid (wyst. Wiedeń 1774)
- Le Ninfe (wyst. Wiedeń 1774)
- Les Horaces et les Curiaces (wyst. Wiedeń 1774)
- Les Moissonneurs (wyst. Wiedeń 1775)
- Montezuma (wyst. Wiedeń 1775)
- Teseo in Creta (wyst. Wiedeń 1775)

### Utwory wokalno-instrumentalne
- oratorium La passione di Gesù Christo (wyst. Wiedeń 1778)